# Pirionimyia paradoxa
Pirionimyia paradoxa är en tvåvingeart som beskrevs av Townsend 1931. Pirionimyia paradoxa ingår i släktet Pirionimyia och familjen parasitflugor. Inga underarter finns listade i Catalogue of Life.